# In illo tempore

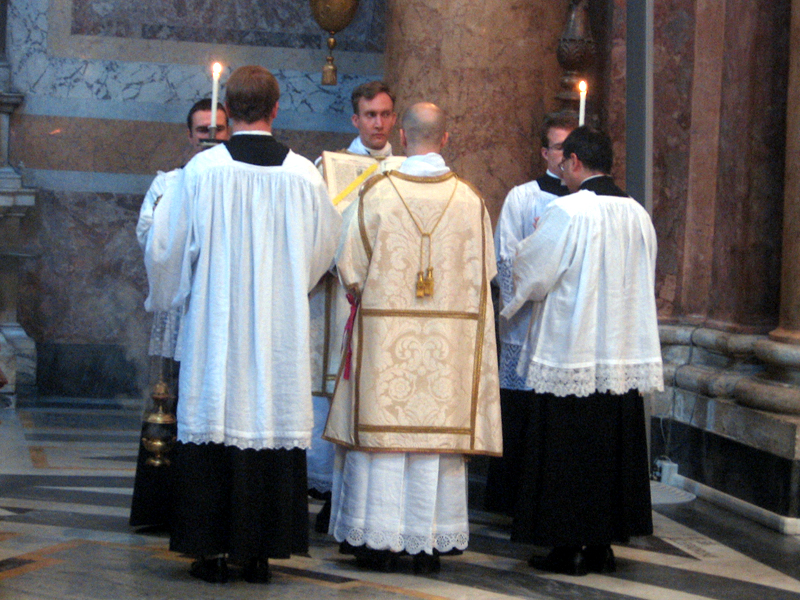
Proclamación del Evangelio por un diácono durante la misa.

In illo tempore o Illo tempore es una locución latina que se traduce al español como "en aquel tiempo".También se puede escribir sin la preposición in, ya que, en latín, las preposiciones de las palabras van ínsitas y tácitamente incluidas en cada caso de su declinación (nominativo, vocativo, acusativo, genitivo, dativo y ablativo), que en este caso sería el ablativo o complemento circunstancial: «en aquel tiempo». Se utiliza para referirse a un hecho o suceso acaecido en un tiempo muy lejano. Coloquialmente, su uso enfatiza el carácter lejano del suceso en cuestión.

Así, pues, los indios in illo tempore [o illo tempore] debieron quemar hojas de tabaco para sus cultos religiosos...
Ortiz, 1987

## Uso
La expresión se usa en la misa, junto a sus respectivas traducciones en lengua vernácula. Sirve como frase inicial para introducir la lectura del Evangelio, por ejemplo: In illo tempore dixit Iesus discipulis suis ... («En aquel tiempo Jesús dijo a sus discípulos...»).
Los sucesos ocurridos in illo tempore se refieren, por tanto, a aquellos acaecidos en tiempos de Jesús de Nazaret, por lo que la expresión -usada en otros contextos- pone su énfasis en sucesos ocurridos en tiempo muy lejano, o en los que se quiere enfatizar la lejanía en el tiempo.